# (1090) Sumida
(1090) Sumida est un astéroïde de la ceinture principale découvert le 20 février 1928 par l'astronome japonais Okuro Oikawa. Sa désignation provisoire était 1928 DG. Il fait partie de la famille d’astéroïdes de Phocée.
Il tire son nom du fleuve passant par Tokyo, la Sumida-gawa.